# NGC 6229
NGC 6229 je kulová hvězdokupa v souhvězdí Herkula. Byla objevena britským astronomem Williamem Herschelem dne 12. května 1787. Leží v poměrně velké vzdálenosti 95 600 světelných let od Země, a proto má hvězdnou velikost pouze 9,4.
Malý dalekohled ji ukáže jako drobnou mlhavou skvrnu a její nejjasnější členy přesahující hvězdnou velikost 15 ukáže až velký hvězdářský dalekohled. Možná proto ji William Herschel považoval za planetární mlhovinu. Že jde o velmi hustou hvězdokupu poznamenal až Heinrich Louis d'Arrest.